# 夏普冰川
67°20′S 66°27′W / 67.333°S 66.450°W
夏普冰川是南極洲的冰川，最終在博伊爾山脈以東注入拉勒曼德港，該冰川根據英國測量隊的空中照片被繪入地圖，以美國的地質學家命名。